# Síndrome del limfòcit nu
La síndrome del limfòcit nu és un trastorn provocat per mutacions en certs gens del complex d'histocompatibilitat principal (MHC) o gens que participen en el tractament i la presentació de molècules de l'MHC. Es tracta d'una forma d'immunodeficiència combinada greu.

## Presentació
La síndrome del limfòcit nu de tipus II (BLS II) és un trastorn genètic recessiu rar en el qual no s'expressen un grup de gens coneguts com a complex d'histocompatibilitat principal de classe II (MHC de classe II). El sistema immunitari queda greument afectat i és incapaç de lluitar contra les infeccions de manera eficaç. El quadre clínic recorda la immunodeficiència combinada greu (SCID), en la qual les cèl·lules precursores dels limfòcits no estan ben formades, però la síndrome del limfòcit nu no redueix la quantitat de limfòcits B i T, car el seu desenvolupament no es veu afectat.
Pot estar associada amb diarrea.

## Genètica

### BLS II
L'origen genètic de la BLS II no rau en els mateixos gens de l'MHC II, sinó que es troba en mutacions en gens que codifiquen proteïnes (factors de transcripció) que normalment regulen l'expressió (transcripció genètica) dels gens de l'MHC II. En altres paraules, manca alguna de les proteïnes necessàries per activar els gens de l'MHC II en diversos tipus de cèl·lules (majoritàriament en el si del sistema immunitari). Els gens implicats han estat clonats pels laboratoris de Bernard Mach a Suïssa i de Jeremy Boss a la Universitat Emory (Atlanta, Estats Units).
La BLS II pot ser deguda a una mutació en qualsevol d'aquests quatre gens:
- transactivador de la classe II (CIITA)
- factor regulador de l'Xbox 5 (RFX5)
- proteïna associada a l'RFX (RFXAP)
- repeticions d'anquirina RFX (RFXANK o RFXB)

### BLS I
La BLS I, o «deficiència d'HLA classe I», és molt més rara i s'associa a defectes de TAP2, TAP1, o TAPBP. Les proteïnes TAP participen en el bombament de pèptids citosòlics degradats a través de la membrana del reticle endoplasmàtic perquè es puguin unir a HLA de classe I. Una vegada format, el complex pèptid-HLA de classe I és transportat a la membrana cel·lular. Tanmateix, un defecte de les proteïnes evita que els pèptids siguin bombats cap al reticle endoplasmàtic, de manera que no es poden formar complexos pèptid-HLA de classe I i, per tant, no s'expressa HLA classe II a la membrana. Igual que en el cas de la BLS II, l'origen del trastorn no rau en la proteïna MHC, sinó en una proteïna auxiliar.

## Diagnòstic

### Classificació
- Tipus I: MHC de classe I
- Tipus II: MHC de classe II

## Tractament
Encara que la BLS II és una bona candidata per a la teràpia gènica, l'únic tractament disponible és el trasplantament de medul·la òssia.